# Gigaku
Gigaku (jap. 伎楽 dosł. umiejętność, sztuka muzyki) – muzyka i tańce towarzyszące ceremoniom buddyjskim. Historyczna forma przedstawień, która pierwotnie oznaczała muzykę wykonywaną podczas ceremonii religijnych w świątyniach buddyjskich.

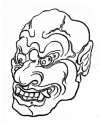
Maska złoczyńcy Konrona

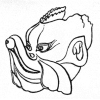
Maska mitycznego ptaka Karura

Według legendy, do Japonii gigaku dotarło – wraz z maskami, kostiumami i instrumentami – w VI-VII wieku (w okresie Asuka) z królestwa Wu (jap. Kure) w południowych Chinach. Bardziej prawdopodobna jest wersja o tancerzu koreańskim Mimashi z królestwa Pekdze (Baekje, Paekche; jap. Kudara), który sprowadził ten taniec do Japonii w 612 roku. Ówczesny regent Shōtoku zaprosił go do Sakurai w pobliżu Nary. Przywiezione przez Koreańczyka maski zachowały się do dziś w świątyni Hōryū-ji.
W przeciwieństwie do tańców kagura wykonywanych z okazji świąt shintō, gigaku tańczono w czasie świąt buddyjskich na dziedzińcach świątyń. Przedstawienia składały się z części rytualnej, w postaci procesji do akompaniamentu muzyki oraz innych tańców o różnym charakterze. Wykonywano tańce lwów, rozrywkowe oraz pantomimy i parodie. Jedną z postaci był złoczyńca Konron. 
Obecnie przebieg i treść gigaku pozostają nie do końca zbadane, gdyż sztuka ta już ok. XII w. całkowicie zaginęła, a jedynym świadkiem jej oddziaływania na teatr japoński są licznie zachowane na terenach świątyń buddyjskich maski. Wraz z formami takimi jak: bugaku, sarugaku, dengaku i kagura stała się podstawą teatru nō.